# Subsaltusaphis picta
Subsaltusaphis picta är en insektsart som först beskrevs av Hille Ris Lambers 1939. Enligt Catalogue of Life ingår Subsaltusaphis picta i släktet Subsaltusaphis och familjen långrörsbladlöss, men enligt Dyntaxa är tillhörigheten istället släktet Subsaltusaphis och familjen borstbladlöss. Enligt den finländska rödlistan är arten otillräckligt studerad i Finland. Arten är reproducerande i Sverige. Artens livsmiljö är strandängar vid sötvatten. Inga underarter finns listade i Catalogue of Life.